# Південний Карамурун
Південний Карамурун – гірничодобувне підприємство на півдні Казахстану, яке здійснює розробку однойменного уранового родовища. 
Родовище Південний Карамурун відкрили в 1979-му, а початок його розробки припав на 2001 рік. Проект реалізує казахський державний концерн «Казатомпром» через своє Рудоуправління №6 (також працює з рудником Північний Карамурун). 
Розробка ведеться методом підземного вилуговування, а кінцевим продуктом виступає хімічний концентрат природного урану («жовтий кек»).  
Станом на кінець 2021 року ресурси Південного Карамуруну оцінювались у 9,5 тисяч тон урану, а розробку планувалось вести до 2040 року.